# Careby
Careby – wieś w Anglii, w Lincolnshire. Leży 54,8 km od Lincoln i 138,7 km od Londynu.
W 1921 roku civil parish liczyła 116 mieszkańców.